# Exposition universelle de 1879
L'Exposition internationale de 1879 organisée à Sydney en Australie est la première qui s'est tenue dans l'hémisphère sud. La foire n'est pas officiellement reconnue par le Bureau international des expositions. 

## L'exposition

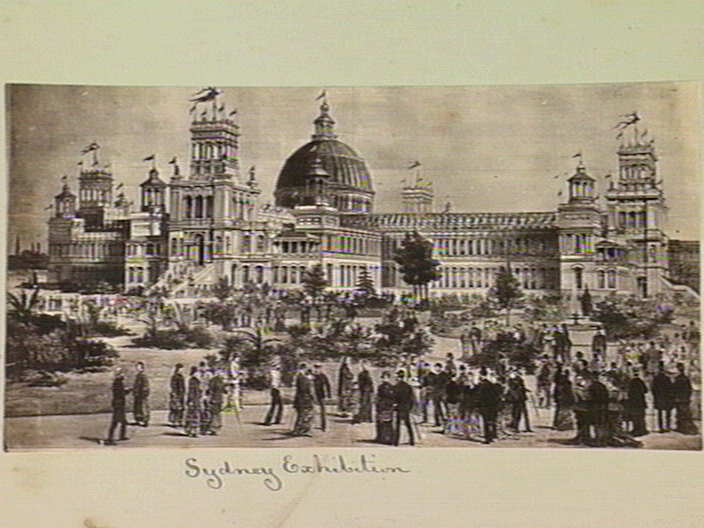
Garden Palace.

L'exposition est inaugurée le 18 septembre 1879 et s'est étalée sur sept mois pour se clore en juin 1880. Conçu par l'architecte James Barnet, le Garden Palace (en), long de 244 mètres et d'une superficie au sol de 112 000 m2, était le bâtiment principal de la foire et était complété par d'autres bâtiments plus petits. L'exposition a comptabilisé 1 045 898 visiteurs.
Après la fermeture de l'exposition, le Garden Palace a été transformé en musée, le Musée technologique, industriel et sanitaire mais fut totalement détruit par un incendie le 22 septembre 1882.